# Chen Haijian
Chen Haijian, född 5 april 1980, är en friidrottare från Kina. Han deltog vid olympiska sommarspelen 2004.